# Gilgenberg am Weilhart
Gilgenberg am Weilhart osztrák község Felső-Ausztria Braunau am Inn-i járásában. 2018 januárjában 1327 lakosa volt. 

## Elhelyezkedése

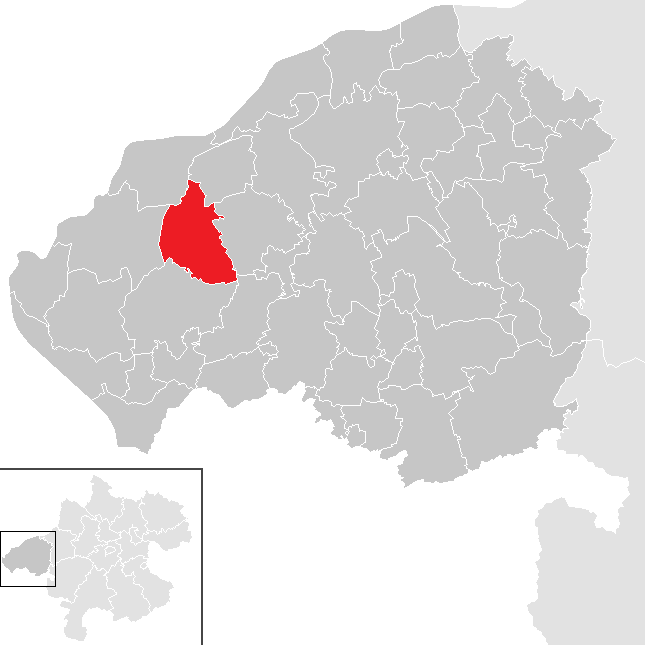
Gilgenberg am Weilhart a Braunau am Inn-i járásban

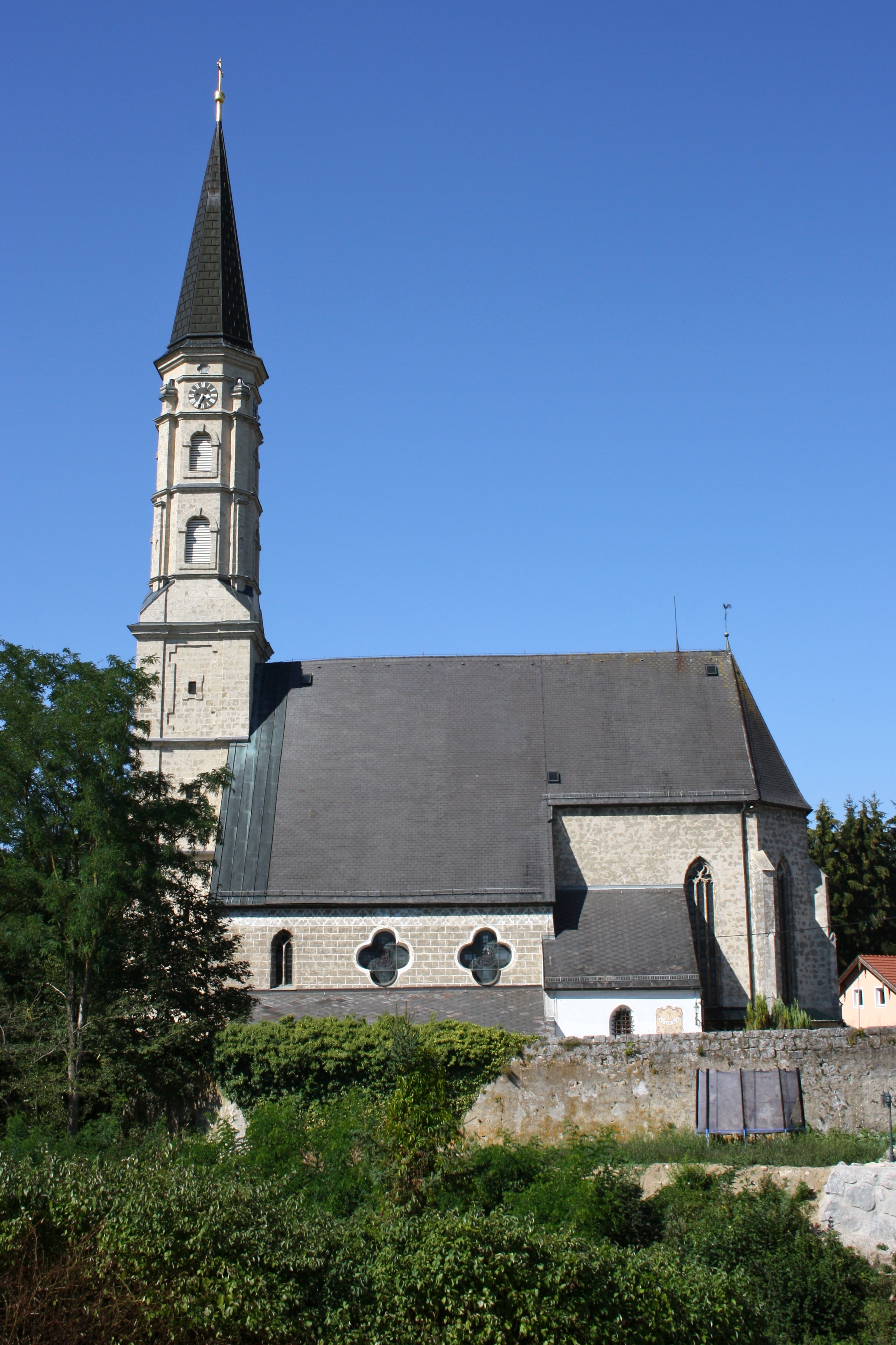
A Szt. Egyed-plébániatemplom

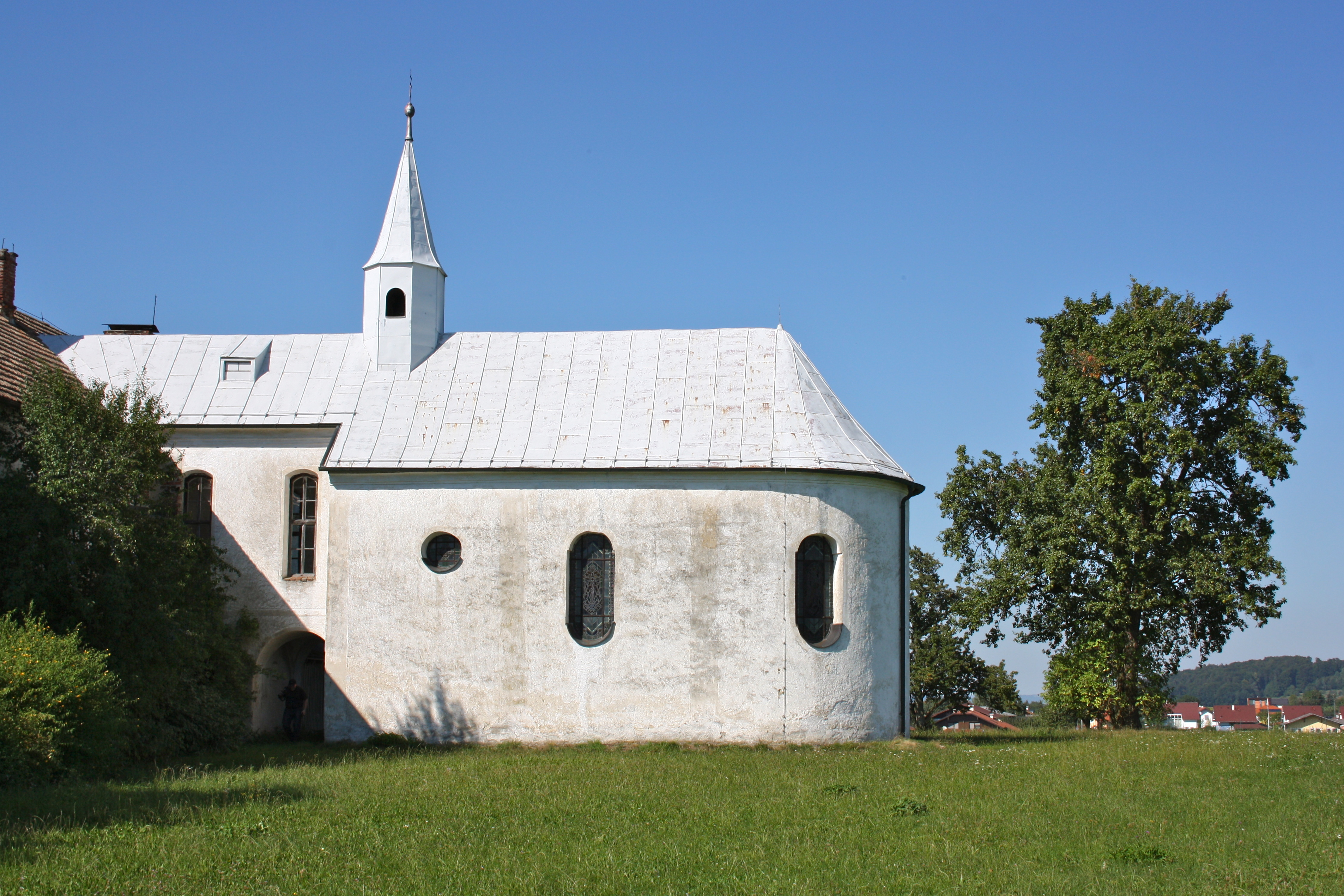
Az Őrangyal-kápolna

Gilgenberg am Weilhart Felső-Ausztria Innviertel régiójában fekszik a Weilhart-erdőtől északnyugatra, a német határ közelében. Területének 18%-a erdő, 77,4% áll mezőgazdasági művelés alatt. Az önkormányzat 20 településrészt és falut egyesít: Baumgarten (36 lakos 2018-ban), Bierberg (33), Bitzlthal (42), Dick (49), Gilgenberg am Weilhart (336), Gilgenberg Revier (151), Hinterklam (29), Hof (11), Hoißgassen (69), Hopfersbach (20), Hub (26), Lohnsberg (60), Mairhof (66), Reith (46), Röhrn (32), Ruderstallgassen (148), Schnellberg (54), Sterz (39), Weidenthal (36) és Zeisberg (44).
A környező önkormányzatok: északkeletre Schwand im Innkreis, keletre Handenberg, délkeletre Eggelsberg, délre Geretsberg, nyugatra Hochburg-Ach, északnyugatra Überackern. 

## Története
Gilgenberg területén a vaskorban a hallstatti kultúra képviselői telepedtek meg, a régészek feltárták halomsírjaikat. A római korszakból egy majorság romjai maradtak fenn. A népvándorlás során a település valószínűleg elpusztult. A mai falu, és temploma első írásos említése 1195-ből származik. A helynevek alapján lakossága ekkor bajor eredetű volt. Hűbérurai a burghauseni grófok, majd azok kihalása után a bajor herceg volt. 
A település alapításától kezdve 1779-ig Bajorországhoz tartozott, amikor azonban a bajor örökösödési háborút lezáró tescheni béke következtében a teljes Innviertel Ausztriához került át. A napóleoni háborúk során 1809-ben a régiót a franciákkal szövetséges Bajorország visszakapta, majd Napóleon bukása után ismét Ausztriáé lett.
A köztársaság 1918-as megalakulásakor Geilgenberget Felső-Ausztria tartományhoz sorolták. Miután Ausztria 1938-ban csatlakozott a Német Birodalomhoz, az Oberdonaui gau része lett. A második világháború után a község visszakerült Felső-Ausztriához. 

## Lakosság
A Gilgenberg am Weilhart-i önkormányzat területén 2018 januárjában 1327 fő élt. A lakosságszám 1981 óta gyrapodó tendenciát mutat. 2016-ban a helybeliek 91,5%-a volt osztrák állampolgár; a külföldiek közül 5,9% a régi (2004 előtti), 1,4% az új EU-tagállamokból érkezett. 2001-ben a lakosok 94%-a római katolikusnak, 2,9% pedig felekezeten kívülinek vallotta magát. 
A lakosság számának változása:

| 2016 | 1 325 |
| 2018 | 1 327 |

## Látnivalók
- a késő gótikus Szt. Egyed-plébániatemplom
- az Őrangyal-kápolna a 17. század végén épült

## Fordítás
- Ez a szócikk részben vagy egészben  a   Gilgenberg am Weilhart című német Wikipédia-szócikk ezen változatának fordításán alapul.  Az eredeti cikk szerkesztőit annak laptörténete sorolja fel. Ez a jelzés csupán a megfogalmazás eredetét és a szerzői jogokat jelzi, nem szolgál a cikkben szereplő információk forrásmegjelöléseként.